# Muzeum Narodowe Komorów
Muzeum Narodowe Komorów (fr. Musée National des Comores) – muzeum narodowe założone w 1988 roku, znajdujące się w stolicy Komorów, mieście Moroni położonym na wyspie Wielki Komor.

## Charakterystyka
Muzeum zostało założone w 1988 roku, a jego działalność została zainaugurowana przez prezydenta Saida Mohameda Djohara w 1990 roku. Jest częścią Centre National de Documentation et de Recherche Scientifique (CNDRS) – instytucji edukacyjnej i naukowo-badawczej założonej w styczniu 1979 roku, zajmującej się gromadzeniem zbiorów oraz ich konserwacją, ochroną i dokumentacją, a także promocją dziedzictwa kulturowego i przyrodniczego całego archipelagu Komorów.
Muzeum Narodowe Komorów mieści się przy Boulevard Karthala w centrum stolicy kraju, Moroni. Składa się z czterech stałych sal wystawowych o łącznej powierzchni ponad 300 m². W pierwszej znajdują się pamiątki związane ze sztuką, religią i sięgającą IX wieku historią Komorów – fotografie, dokumenty oraz przedmioty i artefakty pochodzące z wykopalisk archeologicznych. Wystawa obejmuje też ryciny z wizerunkami sułtanów i ich siedzib oraz widoki miast i komoryjskich krajobrazów, co daje wyobrażenie o funkcjonowaniu dawnych społeczności tego państwa. Część ekspozycji historycznej poświęcona jest architekturze obronnej rozwiniętej na wyspach w latach 1793–1820, którą reprezentuje m.in. cytadela w Mutsamudu.
Sala wulkanologii i geologii poświęcona jest budowie geologicznej archipelagu Komorów i prezentuje kolekcję skał wulkanicznych oraz zdjęcia lotnicze i modele przekrojowe masywu La Grille i wulkanu Kartala.
W trzeciej sali, oceanografii i nauk przyrodniczych (zwanej też salą bioróżnorodności), eksponowane są okazy morskiej i lądowej fauny i flory, m.in. endemiczny nietoperz rudawka komorska (Pteropus livingstonii) oraz endemiczne gatunki ptaków (np. muchołówka komorska), których śpiew można usłyszeć dzięki animacjom. Latimeria, ryba z rzędu celakantokształtnych, będąca żywą skamieniałością i stanowiąca symbol Komorów, również jest jednym z okazów na tej ekspozycji.
W sali antropologii społecznej i kulturowej znajdują się z kolei przedmioty z życia codziennego mieszkańców wysp, często dokumentujące lokalne techniki rzemieślnicze czy tradycje folklorystyczne: ubrania i biżuteria, rękodzieło artystyczne, elementy dekoracyjne np. maty z liści kokosowych czy tradycyjne meble oraz instrumenty muzyczne – arabskie, afrykańskie i z Zachodu.
Oprócz wystaw stałych w Muzeum organizowane są także wystawy czasowe. Instytucja ma swoje oddziały na mniejszych wyspach archipelagu – Anjouan i Mohéli. Muzeum Narodowe Komorów jest członkiem Międzynarodowej Rady Muzeów (ICOM), International Council of African Museums (AFRICOM) i Swedish-African Museum Programme (SAMP) oraz należało do Association of Museums of the Indian Ocean (AMOI).